# Howards Grove
Howards Grove és una població dels Estats Units a l'estat de Wisconsin. Segons el cens del 2000 tenia 2.792 habitants.

## Demografia
Segons el cens del 2000, Howards Grove tenia 2.792 habitants, 1.007 habitatges, i 811 famílies. La densitat de població era de 501,4 habitants per km².
Dels 1.007 habitatges en un 40,8% hi vivien nens de menys de 18 anys, en un 72,5% hi vivien parelles casades, en un 5,8% dones solteres, i en un 19,4% no eren unitats familiars. En el 16,1% dels habitatges hi vivien persones soles el 8,6% de les quals corresponia a persones de 65 anys o més que vivien soles. El nombre mitjà de persones vivint en cada habitatge era de 2,76 i el nombre mitjà de persones que vivien en cada família era de 3,12.
Per edats la població es repartia de la següent manera: un 29,2% tenia menys de 18 anys, un 6,3% entre 18 i 24, un 30,2% entre 25 i 44, un 23,5% de 45 a 60 i un 10,8% 65 anys o més.
L'edat mediana era de 36 anys. Per cada 100 dones de 18 o més anys hi havia 95,8 homes.
La renda mediana per habitatge era de 59.032 $ i la renda mediana per família de 65.243 $. Els homes tenien una renda mediana de 42.444 $ mentre que les dones 26.719 $. La renda per capita de la població era de 21.913 $. Aproximadament el 2,1% de les famílies i el 2,8% de la població estaven per davall del llindar de pobresa.

## Poblacions més properes
El següent diagrama mostra les poblacions més properes.